# Company Programme
Company Programme ist ein schweizerisches Bildungsprogramm, verbunden mit einem nationalen Wettbewerb. Im Company Programme gründen und führen Schüler im Alter zwischen 16 und 20 Jahren während eines Schuljahres ein Miniunternehmen. Es werden Produkte oder Dienstleistungen entwickelt, produziert und schliesslich am Markt – unterstützt durch entsprechende Marketingaktivitäten – verkauft. Ihre Arbeit wird fachlich von ihrer Lehrperson sowie einem praktischen Berater (Wirtschaftspate) begleitet und unterstützt.
Das Company Programme wird national von Young Enterprise Switzerland (YES) organisiert. Ziel ist dabei, die theoretische Ausbildung mit praktischen Inputs zu ergänzen. Die Teilnehmenden nehmen an Regionalen Handelsmessen teil, wobei die Top 75 infolge an der Nationalen Handelsmesse teilnehmen können. Die Top 25 wiederum nehmen am Nationalen Finale teil. Das Company Programme findet europaweit statt und das Europäische Finale wird alljährlich von JA Europe organisiert.

## Zielsetzung
Das Ziel des Company Programme ist es unter anderem, die theoretische Ausbildung der Schüler mit praktischen Erfahrungen zu ergänzen. Dies erfolgt gemäss Lehrplan 21 und dem Learning-by-doing Prinzip. Dabei soll die Sozialkompetenz so wie die Persönlichkeitsentwicklung gefördert werden. Beispielsweise sollen die Teilnehmenden sich in den Themen Selbstständigkeit, Eigeninitiative, Verantwortungsbewusstsein, Gruppenarbeit, Teamgeist und Konfliktfähigkeit verbessern. Auch unternehmerische Kompetenzen werden gefördert, z. B. Kreativität, Unternehmergeist, Ausdauer und vernetztes Denken. Ebenfalls erhalten die Jugendlichen Einblicke in die Funktionsweise eines real gegründeten Unternehmens sowie in das wirtschaftliche Geschehen im Alltag. Auch die Teilnahme am alljährlichen Wettbewerb, wo die Miniunternehmen gegen ihre nationale Konkurrenz antreten, stellt eines der Ziele dar.

## Ablauf
Das Company Programme beginnt kurz vor bzw. nach den Sommerferien. Während des gesamten Programmjahres werden die Teilnehmenden durch eine Programmdokumentation, inklusive Theorieteil und Starterkit, unterstützt. Zusätzlich wird mit einer Online-Plattform gearbeitet. Die  Schüler sowie die teilnehmenden Lehrpersonen werden jeweils von einem Programme Manager von YES (Mitarbeitender von YES) unterstützt, der selbst einmal  ein Miniunternehmer war.

### Gründungsphase
Die Schüler gründen ihre Unternehmen in der Gründungsphase. Sie entscheiden die Anzahl Teilnehmer ihres Unternehmens. Massgeblich für die Grösse ist, dass alle wesentlichen Unternehmensfunktionen (Geschäftsleitung, Finanzen, Marketing) abgedeckt sind und eine effektive und effiziente Arbeitsorganisation ermöglichen. Die Miniunternehmen beschäftigen sich mit der Suche nach einer Geschäftsidee und, wenn diese gefunden ist, beschliessen sie einen Firmennamen und den Markenauftritt.
Die Miniunternehmen beginnen mit einem obligatorischen Aktienkapital von 15 CHF pro Teilnehmende. Zusätzlich verkaufen sie Partizipationsscheine.  Das Partizipationskapital ist auf maximal 3000 Franken begrenzt. Am Ende des Programms ist an einer Generalversammlung das Partizipationskapital – optimalerweise mit einer kleinen Dividende – an die Partizipanten auszuzahlen. Damit ist die Gründungsphase beendet.
Im Herbst nehmen die Miniunternehmen am Workshop Unternehmerische Grundlagen teil. Während eines Halbtages werden dem Miniunternehmen Basics aus den Bereichen Reality Check, Sales und Marketing vermittelt. Ebenfalls beginnen die Teilnehmenden mit dem Verfassen des Businessplans, worauf sie vom Programme Manager ein Feedback erhalten.

### Markteintritt
Im Anschluss an die Gründungsphase treten die Miniunternehmen mit ihrer Geschäftsidee in den realen Markt ein und versuchen über verschiedene Verkaufskanäle ihre Produkte zu verkaufen bzw. ihre Dienstleistung anzubieten. Dabei nimmt jedes Miniunternehmen an mindestens einer von YES organisierten Regionalen Handelsmesse teil. Zur Vorbereitung wird das Coaching Standdesign angeboten, welches sie auf die Handelsmessen vorbereitet. Die Miniunternehmen können dabei ihre Standskizzen direkt mit einem Experten besprechen, die ihnen Tipps zu einem überzeugenden Standdesign geben.

### Wettbewerb
Die Miniunternehmen werden auf der Basis ihres Auftritts an der Regionalen Handelsmesse und des eingereichten Businessplans bewertet und es werden die besten 75 Miniunternehmen sowie ein Sieger pro Region bestimmt. Zwei regionale Sieger haben das Privileg, die Schweiz an einer europäischen Handelsmesse zu vertreten und die Möglichkeit, verschiedene Awards zu gewinnen. Diese 75 Miniunternehmen kämpfen an einer weiteren Nationalen Handelsmesse um den Einzug in die Top 25, was gleichzeitig die Qualifikation für das Nationale Finale bedeutet. Am Nationalen Finale messen sich die Top 25 in vier Kategorien: Geschäftsbericht, Panel-Interview mit einer Jury, Bühnenpräsentation sowie Standdesign. Der nationale Sieger qualifiziert sich automatisch für das europäische Finale. Zudem werden verschiedene Awards verliehen, welche spezielle Leistungen der Miniunternehmer während des Jahres auszeichnen.
- Best Brand Award
- Best Presentation Award
- YES Alumni x Accenture Digital Award
- Coop Nachhaltigkeitsaward
- IGE IPI Management Award
- YES Media Award
- Swiss Prime Site Best Marketing & Sales Award
- UBS Most Innovative Product Award[2]

### Auflösung
Gegen Ende des Programmjahres wird das Miniunternehmen aufgelöst und den Kapitalgebern wird das Partizipationskapital inklusive einer allfälligen Dividende zurückbezahlt. Alle Verbindlichkeiten werden beglichen und die Buchhaltung wird abgeschlossen. Ein Finanzabschluss gemäss Vorgaben in der Projektdokumentation wird erstellt und eingereicht. Durch das Verschicken der Teilnahmezertifikate an die Teilnehmenden durch YES endet die Geschäftstätigkeit im Company Programme.

### ESP – Entrepreneurial Skills Pass
Teilnehmende des schweizerischen Company Programmes erhalten das ESP-Zertifikat am Ende des Programmjahres. Der  Entrepreneurial Skills Pass (ESP) ist ein internationales Zertifikat für Schüler im Alter von 16 bis 20 Jahren, die bereits in der Schule echte Arbeitserfahrung gesammelt und sich das nötige Wissen sowie die Kompetenzen und Fähigkeiten angeeignet haben, um erfolgreich in die Arbeitswelt einzusteigen oder eigene unternehmerische Aktivitäten zu starten.
Der ESP ist ein Paket aus drei Komponenten:
- echte unternehmerische Erfahrung in einem Miniunternehmen im Rahmen der Teilnahme am Company Programme von YES während eines Schuljahres
- eine abschliessende Prüfung als Nachweis des wirtschaftlichen und gesellschaftlichen Grundlagenwissens
- Zugang zu weiterführenden Angeboten von nationalen und internationalen Unternehmen, führenden Bildungsinstitutionen und Organisationen in ganz Europa[2]

## Bisherige und geplante Wettbewerbe
- 2018 wurde das Nationale Finale am 25. und 26. Mai durchgeführt.[7] Die Gewinner ZüriPasta mussten sich gegen 193 weitere Miniunternehmen durchsetzen.[8] Das Miniunternehmen durfte anschliessend am Europäischen Finale in Belgrad teilnehmen.[9]
- Am 25. Mai 2019 trafen sich 25 Miniunternehmen am Zürcher Hauptbahnhof für das Nationale Finale 2019. Die 25 Teilnehmenden haben sich im Vorfeld in regionalen Ausscheidungen von 200 anderen Miniunternehmen abheben und somit fürs Finale qualifizieren können.[10] Das Miniunternehmen durfte an die European Company of the Year Competition (ECC) in Lille reisen.[11]
- Das Nationale Finale 2020 fand am 27. Juni 2020 statt und wurde digital ausgetragen.[12] Aufgrund COVID-19 fand auch das europäische Finale nicht wie geplant in Portugal statt, stattdessen traten die besten Jungunternehmen aus 40 Ländern vom 22. bis 24. Juli 2020 online gegeneinander an.[13]
- Am 29. Mai 2021 fand das Nationale Finale 2021 digital statt. Die 25 besten Miniunternehmen des Jahres traten an einer digitalen Handelsmesse (YES Marketplace) gegeneinander an.[14]

## Siegerteams
- 2000: Die Company of the Year 2000 ist die Bogs AG vom Gymnasium Interlaken. Sie kreierten ein „Schuletui aus Kunststoff in ellipsenförmigem Design für optimale Volumenausnutzung“.
- 2001: Im Jahr 2001 war das Miniunternehmen Hidden vom Gymnasium Interlaken die Company of the Year. Ihr Produkt war eine "wetterfeste Mini-Tasche mit dem Namen „Bodywhere“ für Sport und Reisen".
- 2002: Die Company of the Year 2002 ist die KARTEN AG vom Wirtschaftsgymnasium Basel. „FKK (Französisch-Kartei-Kärtchen), ein Lernsystem für Französischvokabeln“ war ihr Produkt.

- 2003: Die Sky-High AG vom Lyceum Alpinum Zuoz wurde 2003 zur Company of the Year gekürt. Ihre Innovation war der „Ski-Flex“, ein „verstellbarer Träger für Ski aus rissfestem Nylon“.

- 2004: Im Jahr 2004 war das Miniunternehmen PrimeCut von der Kantonsschule Wohlen die Company of the Year. Mit einem „Gürtel mit durch Handarbeit aufgenähten Zeitungsausschnitten“ namens „News Belt“ gewonnen sie den Wettbewerb.

- 2005: Mit „Platenizer“, einer „Agenda, deren Umschlag aus gebrauchten US-Autonummernschildern besteht“ hat sich Platestar von der Kantonsschule Wohlen den Titel der Company of the Year 2005 geholt.

- 2006: Das Miniunternehmen SEDIA vom Theresianum Ingenbohl wurde 2006 zur Company of the Year gewählt. Ihr Produkt war „Frosti“, ein „multifunktioneller Kinderstuhl in Form eines Bären“.

- 2007: Die Company of the Year 2007 ist Quickstitch von der Kantonsschule Wohlen. Sie kreierten den „Quickstitch-Minilocher“, ein „normaler Locher, der in jede Handtasche, jedes Etui und jede Mappe passt“.

- 2008: Im Jahr 2008 war das Miniunternehmen feel safe vom Gymnasium Kirchenfeld die Company of the Year. Ihr Produkt war ein „portabler Alarm“, der „im Falle von Bedrängnis oder Belästigung, bei Unfällen, zum Schutz von Taschendiebstahl und zur Sicherung von Türen und Fenstern ausgelöst werden“ kann, wobei nach Auslösung ein „schriller Alarm von rund 120 Dezibel ertönt“.

- 2009: Das Miniunternehmen écoVase von der Kantonsschule Wohlen wurde 2009 zur Company of the Year gekürt. Ihre Innovation war ein „elegante Blumenvase aus hochwertigem Kunststoff: Mit dem Einfüllen des Wassers wird die flache Folie zu einer formschönen Vase. Sie ist leicht, unzerbrechlich, spart Platz und kann individuell gestaltet werden“.

- 2010: Mit „handgefertigte Schul-Etuis aus alten, ausgedienten Veloschläuchen“ hat sich Pnööö von der Kantonsschule Oerlikon den Titel der Company of the Year 2010 geholt.

- 2011: Im Jahr 2011 war das Miniunternehmen backbord vom Gymnasium Kirchenfeld die Company of the Year. Mit einer „Tasche, die einerseits als Tragtasche mit viel Stauraum und andererseits zugeklappt als normale Umhängetasche dient“ gewannen sie das Nationale Finale.

- 2012: Die Company of the Year 2012 ist sackstarch von der Kantonsschule Hottingen. Sie kreierten einen „Seesack aus Reststoffen der Storenproduktion“.

- 2013: Im Jahr 2013 war das Miniunternehmen CaraPow von der Kantonsschule Sursee die Company of the Year. Ihr Produkt war ein „natürliches und bekömmliches Caramelaroma zum Aromatisieren von Getränken und Desserts“.

- 2014: Im Jahr 2014 gewann das Miniunternehmen Belle Elle von der Alten Kantonsschule Aarau das Nationale Finale. Belle Elle kreierte und vertrieb Seidenbänder: „Armband und Halskette in einem, zu 100 % aus Habotai-Seide, welche 50 % der Hautfeuchtigkeit aufnehmen kann“.

- 2015: Wallity vom Kollegium Spiritus Sanctus Brig wurde 2015 zur Company of the Year gekürt. Ihre Produkte waren „Walliser Ketchup, Aprikosenkonfitüre mit weisser Schokolade und Zwetschgenchutney aus Walliser Rohstoffen“.
- 2016: Die Company of the Year 2016 ist die Young Pepper Company von der Alten Kantonsschule Aarau mit dem Produkt „hochwertiger, biologischer Kampot Pfeffer aus Kambodscha“. Auf dem zweiten Platz war smartfruits.ch und auf dem dritten Swiss O2.[15]
- 2017: Im Jahr 2017 war das Miniunternehmen SmartBottle von der Kantonsschule Hottingen die Company of the Year. Mit einer „Trinkflasche mit Filterbehälter, den man mit Früchten, Gemüse und Kräutern füllen kann, um dem Wasser Geschmack hinzuzufügen“ gewonnen sie den Wettbewerb. Podestplätze erwarben ausserdem Cook'easy vom Lycée Jean-Piaget und Diamond LIT von der Alten Kantonsschule Aarau.[16]
- 2018: Mit „handgemachten Tagliatelle aus dem Raum Zürich.“ hat sich Züripasta von der Kantonsschule Hottingen den ersten Platz am Nationalen Finale 2018 geholt. Caffè unico vom Kollegium Spiritus Sanctus wurde mit dem zweiten und et.oui vom Wirtschaftsgymnasium Basel mit dem dritten Podestplatz geehrt.[8]
- 2019: Das Miniunternehmen frisi vom Kollegium Gambach wurde 2019 zur Company of the Year gekürt. Ihr Produkt war ein „natürlicher und regional produzierter Sirup“. Der zweite Rang holte die KIWICHA COMPANY von der Alten Kantonsschule Aarau und Veg‘n‘Ice von der Kantonschule Hottingen erhielt die Bronze-Medaille.[10]
- 2020: Die Company of the Year 2020 ist die Mü-Company von der Kantonsschule Frauenfeld. Sie kreierten „Schokolade in saisonal angepassten Varianten, deren Qualität und Geschmack erste Sahne ist, und deren ökologischer Fussabdruck aus Anbau, Transport, Produktion und Vertrieb mindestens 30-fach klimakompensiert wird“. viso von der Kantonsschule Solothurn wurde Zweiter und Thun Chips vom Gymnasium FMS WMS Thun holte sich den dritten Platz.[17]
- 2021: Mit „Apfelchips mit natürlichen Geschmacksrichtungen und einer unverkennbaren Crunchiness“ hat sich The Crunchy Company von der Stiftschule Einsiedeln den Titel der Company of the Year 2021 geholt. Zusätzlich standen Sironia von der Alten Kantonsschule Aarau und Starcatcher vom Kollegium Spiritus Sanctus Brig auf dem Podest.[14]

Quelle: